# NGC 6654
NGC 6654 (również PGC 61833 lub UGC 11238) – galaktyka spiralna z poprzeczką (SB0-a), znajdująca się w gwiazdozbiorze Smoka. Odkrył ją Lewis A. Swift 11 września 1883 roku.